# NK Drava Ptuj
NK Drava bio je nogometni klub iz Ptuja.
Osnovan 1933. godine, klub je 2011. zbog financijskih problema otišao u stečaj. Ime je dobio po rijeci Dravi. Nekoliko je godina iz sponzorskih razloga nosio naziv Drava Labod ili Kumho Drava.

## O klubu
Usponom nacionalsocijalizma u Njemačkoj i eskalacijom napetosti u Europi situacija u SK Ptuj se pogoršala. Slovenski dio igrača nije se slagao s politizacijom rada u sportskom klubu, još manje s njegovom njemačkom orijentacijom. Zbog toga je većina Slovenaca otišla iz kluba. Slovenska omladina Ptuja počela se ozbiljnije samoinicijativno baviti nogometom 1928. godine, ali je na formalno osnivanje slovenskog nogometnog kluba trebalo čekati još pet godina. U Ptuju je 14. svibnja 1933. godine osnovan Ptujski športni klub Drava, kao protuteža njemačkom nogometnom klubu SK Ptuj. Osnivačka skupština održana je u Narodnom domu Ptuj, a za prvog predsjednika kluba izabran je veterinar dr. Aleš Lešnik. Odmah po osnutku Općina Ptuj dodijelila je klubu na korištenje školsko igralište na Bregu pri Ptuju (koje je na početku djelovanja koristila i ekipa SK Ptuj), koje je klub koristio do 1938. godine. SK Drava potom je tri godine koristila igralište u parku Ljudski vrt, a neposredno prije izbijanja Drugog svjetskog rata kratko je vrijeme igrala i na igralištu uz Rogošku cestu. Za vrijeme okupacije klub je raspušten, mnogi njegovi članovi zatvoreni, a imovina kluba konfiscirana. Nakon okupacije 1945. godine klub je obnovio rad.
Za vrijeme Kraljevine Jugoslavije igrao je u prvenstvu Ljubljanskog podsaveza, tada prvenstvo najvišeg ranga Slovenije, iako bez zapaženijih pozicija. Ni u godinama SFRJ nije uspio izaći iz Slovenske lige, trećeg ranga.
Godine 1991. dolazi do neovisnosti Slovenije. Nakon neovisnosti klub igra u nižim ligama. Godine 2003. uspio je izboriti plasman u Prvu ligu, gdje je igrao sedam uzastopnih sezona do 2010. (najbolji plasman: četvrto mjesto 2007.). Godine 2011., unatoč petom mjestu u Drugoj ligi, zbog ozbiljne financijske krize nije uspio dobiti licencu Slovenskog nogometnog saveza i prestao je s radom.
Klub je 2004. godine osnovao Nogometnu šolu Drava Ptuj za vođenje omladinskih sekciji. Gašenjem NK Drava ova nogometna škola postaje FC Drava. Slovenski nogometni savez ne priznaje FC Dravu kao nasljednika NK Drave te mu ne pripisuje prethodne naslove NK Drave.

## Uspjesi
- Druga slovenska nogometna liga
  - 2. mjesto: 1996./97., 2002./03.

- Treća slovenska nogometna liga
  - Pobjednik: 1993./94., 2000./01.

- Kup MNZ Ptuj
  - Pobjednik: 1992./93., 1995./96., 1997./98., 1998./99.
  - Finalist: 1993., 1994./95., 2002./03., 2010./11.

### Drava Ptuj u europskim natjecanjima
| Sezona | Kup           | Kolo    | Protivnik     | 1. ut. | 2. ut. | Ukupno |
| ------ | ------------- | ------- | ------------- | ------ | ------ | ------ |
| 2005.  | Intertoto kup | 1. kolo | Slaven Belupo | 0:1    | 0:1    | 0:2    |